# Михайловское сельское поселение (Северная Осетия)
Михайловское се́льское поселе́ние — муниципальное образование в Пригородном районе Северной Осетии Российской Федерации.
Административный центр — село Михайловское.

## История
Статус и границы сельского поселения установлены Законом Республики Северная Осетия-Алания от 5 марта 2005 года № 18-рз «Об установлении границ муниципального образования Пригородный район, наделении его статусом муниципального района, образовании в его составе муниципальных образований - сельских поселений и установлении их границ»

## Население
| 2002    | 2010    | 2011    | 2012    | 2013    | 2014    | 2015    |
| ------- | ------- | ------- | ------- | ------- | ------- | ------- |
| 11 322  | ↘10 866 | ↘10 834 | ↗10 862 | ↗10 971 | ↗11 040 | ↗11 104 |
| 2016    | 2017    | 2018    | 2019    | 2020    | 2021    | 2023    |
| ↗11 120 | ↗11 139 | ↘11 126 | ↘11 090 | ↘11 070 | ↘9584   | ↘9505   |
| 2024    | 2025    |         |         |         |         |         |
| ↘9465   | ↘9450   |         |         |         |         |         |

## Состав сельского поселения
| № | Населённый пункт | Тип населённого пункта       | Население |
| - | ---------------- | ---------------------------- | --------- |
| 1 | Алханчурт        | посёлок                      | ↘1039     |
| 2 | Михайловское     | село, административный центр | ↘8460     |
| 3 | Первомайский     | посёлок                      | ↘85       |